# Авачинска губа
Авачинската губа (на руски: Авачинская губа, Авачинская бухта) е залив, тип губа, на Тихия океан, на югоизточния бряг на полуостров Камчатка, в Камчатски край на Русия. Дължината и ширината му е почти една и съща около 20 km, на входа 3 km, дълбочина до 26 m. Площ 215 km2. Заливът е добре защитен от всички страни с високи планински хребети. Бреговете са високи и стръмни, силно разчленени от множество малки заливчета: Таря, Тиха, Ракова, Бабия, Петропавловска, Сероглазка, Моховая и др. В северозападния му край се влива река Авача. На североизточния бряг е разположен град Петропавловск-Камчатски, а на югозападния – град Вилючинск.
Заливът е открит, описан и картиран през лятото на 1729 г. по време на Първата Камчатска експедиция под командването на Витус Беринг. Сега е основно пристанище за базиране на Тихоокеанския флот на Русия. Своеобразен символ на залива и негова забележителност са скалите Три брата, разположен на входа на залива.